# John Butt
John Butt (n. 30 octombrie 1850, South Witham⁠(d), South Kesteven, Anglia, Regatul Unit al Marii Britanii și Irlandei – d. 1939, Surrey, Anglia, Regatul Unit) a fost un trăgător de tir ce a reprezentat Marea Britanie la Jocurile Olimpice, medaliat olimpic. A participat la 2 ediții ale Jocurilor Olimpice (1908, 1912) în care a câștigat o medalie de argint și o medalie de bronz.